# Warner Bros. Discovery Asia-Pacific
Warner Bros. Discovery Asia-Pacific (Anteriormente Turner Broadcasting System Asia Pacific, Inc.) é a filial asiática da Warner Bros. Discovery. A empresa opera vários canais em toda a Ásia.

## Canais
- Boomerang
  - Boomerang (Austrália)
  - Boomerang (Ásia)
  - Boomerang (Coreia do Sul)
  - Boomerang (Japão)
  - Boomerang (Tailândia)
  - Boomerang (Taiwan)
- Camp Teletoon
- Cartoon Network
  - Cartoon Network (Sudeste Asiático)
  - Cartoon Network (Austrália)
  - Cartoon Network (Índia)
  - Cartoon Network (Japão)
  - Cartoon Network (Paquistão)
  - Cartoon Network (Filipinas)
  - Cartoon Network (Taiwan)
  - Cartoon Network (Coreia do Sul)
- Phoenix Chinese Channel
- Phoenix InfoNews Channel
- Phoenix Hong Kong Channel
- CNN
  - CNN en Español
  - CNN International Ásia e Pacífico
  - CNN International Sudeste Ásiatico
  - CNN-News18
  - CNN (Indonésia)
  - CNN (Filipinas)
- HLN (canal de televisão)
- Oh!K
- Pogo (canal de televisão)
- truTV (Ásia)
- Turner Classic Movies (Ásia)
- Warner Channel
- WB Channel Paquistão
- World Heritage Channel